# Nousiainen (Finlande)
Pour les articles homonymes, voir Nousiainen (homonymie).
Nousiainen est une municipalité du sud-ouest de la Finlande, dans la province de Finlande occidentale et la région de Finlande du Sud-Ouest.

## Géographie
Elle fait partie de la grande banlieue de Turku, dont le centre-ville se situant à environ 20 km du centre administratif de la commune. La municipalité est traversée par la nationale 8, le grand axe de l'ouest du pays.
Nousiainen est l'une des 7 communes qui convergent vers l'heptapoint de Kuhankuono, dans le Parc national de Kurjenrahka. Les municipalités voisines sont Masku au sud, Vahto au sud-est, Mynämäki au nord, Mietoinen au nord-ouest et Lemu au sud-ouest.

## Histoire
La commune tient une place particulière dans l'histoire du pays. C'est en effet là que l'évêque Henri d'Uppsala, le chef de la première croisade suédoise, aurait été inhumé après sa mort tragique en janvier 1156 près de l'île Kirkkokari sur le lac Köyliönjärvi à Köyliö. Ses os auraient été ensuite transportés jusqu'à la cathédrale de Turku à la fin du XIIIe siècle.
L'église de pierre qui est construite au XVe siècle à Nousiainen reçoit un cénotaphe grandiose à la mémoire du saint.
Cette église est aujourd'hui la principale curiosité touristique de la municipalité.
Nousiainen abrite également d'importants vestiges de l'âge du bronze et de l'âge du fer, la région étant alors certainement une des plus densément peuplées de la future Finlande.

## Démographie
Depuis 1980, l'évolution démographique de Nousiainen est la suivante:
| Année      | 1980  | 1985  | 1990  | 1995  | 2000  | 2005  |
| ---------- | ----- | ----- | ----- | ----- | ----- | ----- |
| population | 3 430 | 3 649 | 3 996 | 4 104 | 4 189 | 4 518 |

| Année      | 2010  | 2015  | 2020  |
| ---------- | ----- | ----- | ----- |
| population | 4 865 | 4 859 | 4 712 |

## Lieux et monuments
- Église de Nousiainen
- Parc national de Kurjenrahka
- Musée d'histoire locale
- Colline fortifiée de Repola (fi)

## Transports
Nousiainen est traversé par la route nationale 8 (Turku-Liminka) et par la voie ferrée d'Uusikaupunki (Turku-Uusikaupunki).

### Principales entreprises
En 2021, les principales entreprises de Nousiainen par chiffre d'affaires sont :
| Société                      | C.A.   |
| ---------------------------- | ------ |
| Fcr Finland Ltd Oy           | 20 M€  |
| Kitola                       | 10 M€  |
| Kone-Viitasalo Oy            | 2 M€   |
| Maalausliike Helin Oy        | 2 M€   |
| MasterAmp Oy                 | 2 M€   |
| Kuljetus Isotalo T ja J      | 2 M€   |
| Mattilan Taimistot Oy        | 1 M€   |
| Rakennuspalvelu Tuomi Oy     | 1 M€   |
| Trukkihuolto Jääskeläinen Oy | 0,9 M€ |
| Nousiaisten Vesi Oy          | 0,8 M€ |

### Employeurs
En 2021, ses plus importants employeurs sont:
| Employeur               | Employés |
| ----------------------- | -------- |
| Kitola                  | 33       |
| Fcr Finland Ltd Oy      | 27       |
| Maalausliike Helin Oy   | 21       |
| MasterAmp Oy            | 16       |
| Plus Henkilöstö Oy      | 14       |
| PIG Consulting Oy       | 14       |
| Kuljetustiimi Olli Oy   | 11       |
| Kuljetus Isotalo T ja J | 9        |
| Kone-Viitasalo Oy       | 9        |
| Mattilan Taimistot Oy   | 8        |

## Personnalités
- Mikko Rantanen (1996–), joueur de hockey sur glace

## Galerie

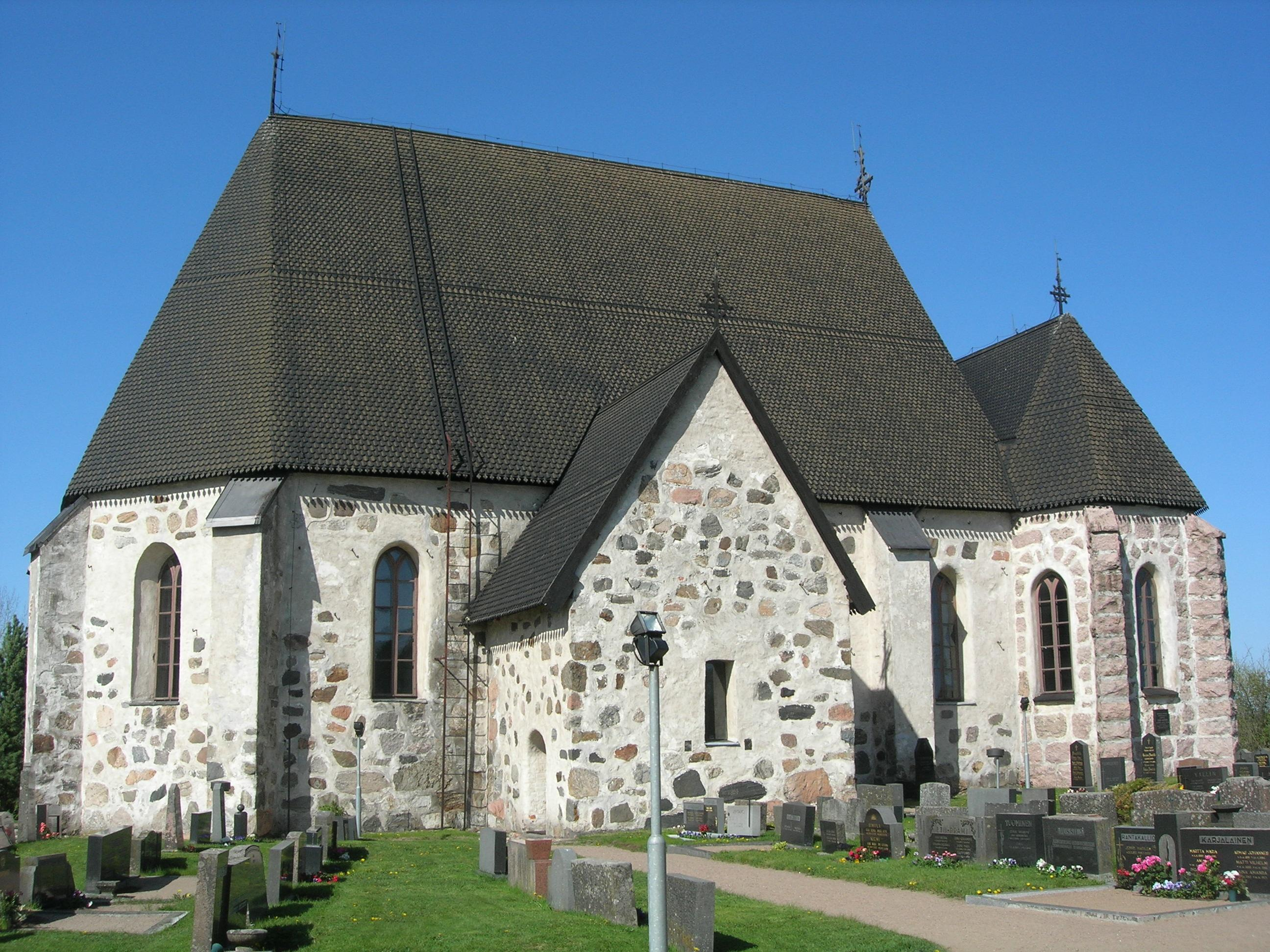
Église de Nousiainen
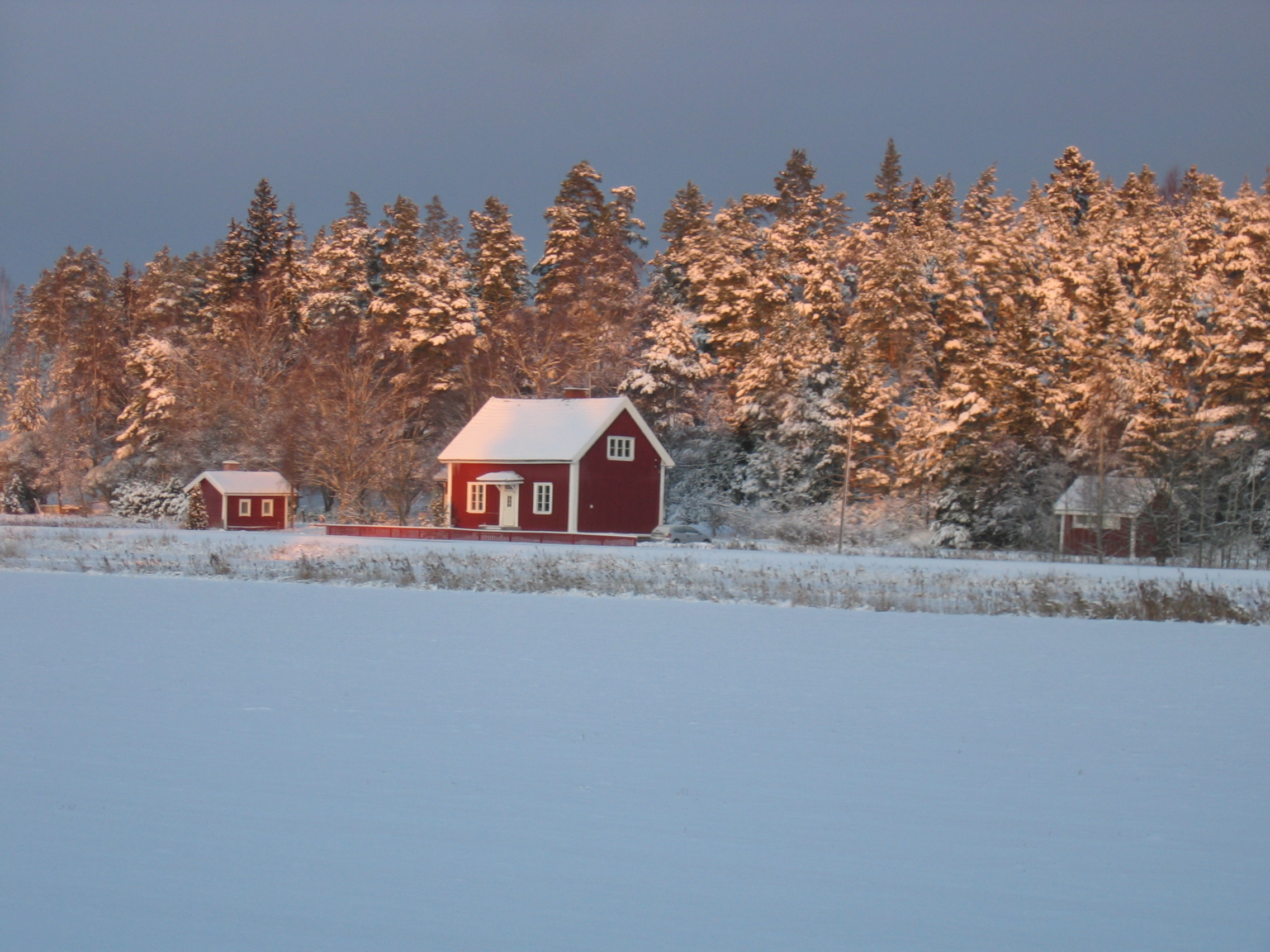
Halte de Nutturla.
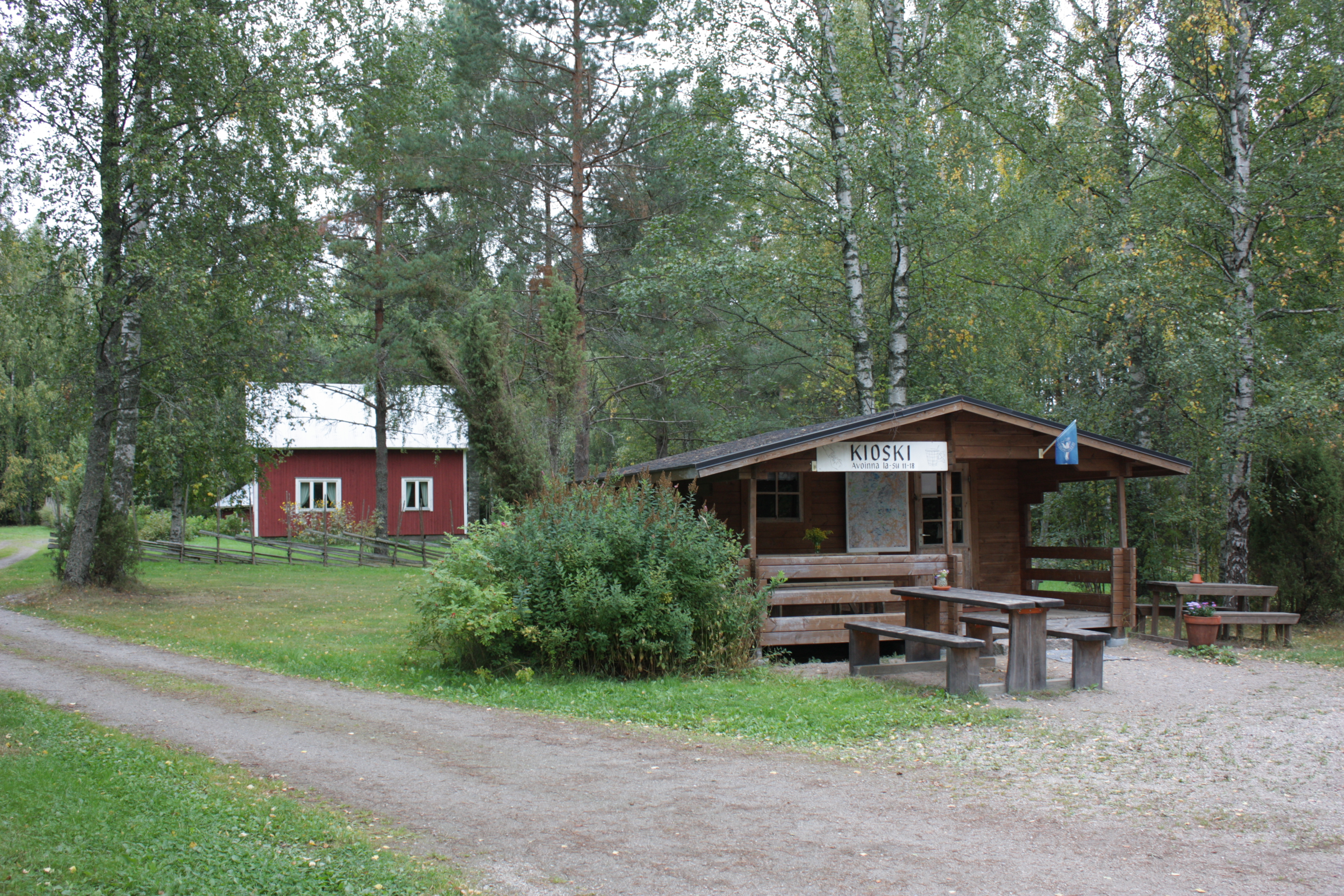
Rantapiha.